# Udvary Gyöngyvér
Udvary Gyöngyvér (álnevei: Balázs Borbála, Péter József, Székely Rózsa; Varsolc, 1913. október 11. – Budapest, 2000. július 8.) erdélyi magyar újságíró, művészeti író, szociográfiai író. Udvary József leánya, Vincze Lajos felesége.

## Életútja, munkássága
A szilágysomlyói Ferenc-rendi Zárda iskolájában, majd a debreceni Piarista Főgimnáziumban tanult, itt érettségizett 1931-ben. Irodalmi elhivatottságát a Szilágysomlyó című lapban közölt diákkori versei jelezték. Az 1930-as évek elején a Nagyvárad című napilapban és a Magyar Lapokban is jelentek meg írásai. 1934–38 között a nagyváradi Szabadság belső munkatársaként riportjaiban megrázó képet nyújtott a létkérdéssel küzdők mindennapi gondjairól.
1938 szeptemberétől, Pethő Sándor meghívására a Magyar Nemzet belső munkatársa lett, itt 1943-ig főleg irodalmi, művészeti és szociológiai kérdésekkel foglalkozott. Egyidejűleg külső munkatársként írt a Magyar Nő és a Színházi Magazin című hetilapokba is, egészen a nyilas hatalom uralomra jutásáig. A háború után az újrainduló Magyar Nemzet belső munkatársa, de álnéven publikált a Magyar Vasárnap, valamint a Hazánk című hetilapokban is. 1951-ben megvonták újságírói tagságát, amelyet csak 1992-ben nyert vissza. Rehabilitálásával egy időben a Magyar Újságírók Országos Szövetsége örökös tagjává választotta. Az elhallgattatás, félreállítás éveiben szociológiai, szociográfiai esszéket, majd útleírásokat írt.

## Kötetei (Vincze Lajossal)
- Az ismeretlen szomszéd (Jugoszláviáról, Budapest, 1965. Világjárók);
- Ivan Meštrović (Budapest, 1974);
- Emberek a grániton (esszékötet a finn és a svéd társadalmi életről, Budapest, 1981);
- Iraki piramis (útirajz, Budapest, 1984).